# شیجیرو سائکی
شیجیرو سائکی (انگلیسی: Shigeru Saeki؛ زادهٔ ۲۴ ژوئن ۱۹۶۹) عکاس، کارآفرین و روزنامه‌نگار اهل ژاپن است، که در سال ۲۰۰۱ شرکت دیپ۲۰۰۱ را تأسیس کرد.